# العلاقات الإكوادورية التنزانية
العلاقات الإكوادورية التنزانية هي العلاقات الثنائية التي تجمع بين الإكوادور وتنزانيا.

## مقارنة بين البلدين
هذه مقارنة عامة ومرجعية للدولتين:
| وجه المقارنة                                              | الإكوادور                      | تنزانيا                        |
| --------------------------------------------------------- | ------------------------------ | ------------------------------ |
| المساحة (كم2)                                             | 283.56 ألف                     | 947.30 ألف                     |
| عدد السكان (نسمة)                                         | 16.62 مليون                    | 57.31 مليون                    |
| الكثافة السكانية (ن./كم²)                                 | 58.61                          | 60.5                           |
| العاصمة                                                   | كيتو                           | دودوما                         |
| اللغة الرسمية                                             | اللغة الإسبانية، كيشوا ‏، شوار ‏ | اللغة السواحلية، لغة إنجليزية  |
| العملة                                                    | دولار أمريكي، سوكري إكوادوري   | شيلينغ تانزاني                 |
| الناتج المحلي الإجمالي (بليون دولار)                      | 103.06 مليار                   | 52.09 مليار                    |
| الناتج المحلي الإجمالي (تعادل القوة الشرائية) بليون دولار | 185.24 مليار                   | 138.73 مليار                   |
| الناتج المحلي الإجمالي الاسمي للفرد دولار أمريكي          | 6.21 ألف                       | 878                            |
| الناتج المحلي الإجمالي للفرد دولار أمريكي                 | 11.37 ألف                      | 2.54 ألف                       |
| مؤشر التنمية البشرية                                      | 0.746                          | 0.521                          |
| رمز المكالمات الدولي                                      | +593                           | +255                           |
| رمز الإنترنت                                              | .ec                            | .tz                            |
| المنطقة الزمنية                                           | 00                             | ت ع م+03:00، توقيت شرق أفريقيا |

## منظمات دولية مشتركة
يشترك البلدان في عضوية مجموعة من المنظمات الدولية، منها:
| علم المنظمة | اسم المنظمة                                                | تاريخ انضمام الإكوادور | تاريخ انضمام تنزانيا |
| ----------- | ---------------------------------------------------------- | ---------------------- | -------------------- |
|             | مؤسسة التنمية الدولية                                      | 7 نوفمبر 1961          | 6 نوفمبر 1962        |
|             | يونسكو                                                     | 22 يناير 1947          | 6 مارس 1962          |
|             | وكالة ضمان الاستثمار متعدد الأطراف                         | 12 أبريل 1988          | 19 يونيو 1992        |
|             | الأمم المتحدة                                              | 21 ديسمبر 1945         | 14 ديسمبر 1961       |
|             | العملية المشتركة للاتحاد الأفريقي والأمم المتحدة في دارفور | ?                      | ?                    |
|             | الاتحاد البريدي العالمي                                    | ?                      | ?                    |
|             | البنك الدولي للإنشاء والتعمير                              | 28 ديسمبر 1945         | 10 سبتمبر 1962       |
|             | الاتحاد الدولي للاتصالات                                   | 17 أبريل 1920          | 31 أكتوبر 1962       |
|             | منظمة حظر الأسلحة الكيميائية                               | ?                      | ?                    |
|             | مؤسسة التمويل الدولية                                      | 20 يوليو 1956          | 10 سبتمبر 1962       |
|             | منظمة التجارة العالمية                                     | ?                      | 1995                 |
|             | منظمة الشرطة الجنائية الدولية                              | ?                      | ?                    |

## وصلات خارجية
- موقع وزارة الخارجية الإكوادورية
- موقع وزارة الخارجية التنزانية